# Viburnum hondurense
Viburnum hondurense är en desmeknoppsväxtart som beskrevs av Standley. Viburnum hondurense ingår i släktet olvonsläktet, och familjen desmeknoppsväxter. Inga underarter finns listade i Catalogue of Life.